# Thomas Pynchon
Thomas Ruggles Pynchon (Glen Cove (New York), 8 mei 1937) is een Amerikaans auteur van encyclopedische romans.
Het werk van Thomas Pynchon lokt zeer uiteenlopende reacties uit, misschien wel omdat het niet onder te brengen is in één categorie. Zijn werk wordt in grote mate beheerst door ogenschijnlijke willekeur, waarbij de 'hoge' cultuur vermengd wordt met de 'lage': het verhaal, voor zover dat er is, wordt onderbroken door liedjes, scabreuze grappen, of complete korte verhalen. Van deze auteur moet je geenszins een rechtlijnig, duidelijk en eenduidig verhaal verwachten. Regelmatig valt de vergelijking met James Joyce, ook al is het taalgebruik volkomen anders. Het academisch tijdschrift Pynchon Notes is sinds 1979 alleen aan hem gewijd.

## Levensloop
Het allereerste boek dat in de (latere) Verenigde Staten werd verbrand, was van de hand van een voorvader van Thomas Pynchon, William Pynchon, de eerste Pynchon in Amerika. Dat gebeurde in 1652 in Boston. William had een theologisch traktaat geschreven dat inging tegen de calvinistische leer van de uitverkiezing. Drie eeuwen later is een van de vele thema's in Thomas Pynchons werk de tegenstelling tussen de "uitverkorenen" (de elect) en de "preteristen" (die geloven dat alles wat voorspeld is, allang is gebeurd). Pynchons sympathie gaat uit naar de laatste categorie.
De familie Pynchon is dus een van de oudste Amerikaanse immigrantenfamilies; sommige academici beschouwen de Pynchons als "Amerikaanse adel". In Gravity's Rainbow gaat de schrijver op dat onderwerp in, in het verhaal over Tyrone Slothrop en diens tragische familiegeschiedenis.
Sinds 1760 is er steeds minstens één Thomas Ruggles Pynchon geweest. Thomas Pynchon (de auteur) is geboren in Glen Cove, in het New Yorkse Long Island op 8 mei 1937. Zijn vader was landmeter en een kennis van president Theodore Roosevelt. Thomas ging naar de universiteit (Cornell, waar ook Kurt Vonnegut 10 jaar eerder gestudeerd had), maar staakte zijn studie en ging twee jaar lang in dienst bij de Amerikaanse marine. Daarna zette hij zijn studie voort; nu echter niet in de techniek, zoals voorheen: hij studeerde af in de filologie. Eens afgestudeerd ging hij werken voor de vliegtuigfabriek Boeing in Seattle.
Zijn eerste korte verhalen publiceert hij in 1959. Hij geeft zijn werk op om zijn eerste roman te voltooien; dat is V. (1963).
Terwijl verreweg de meeste auteurs zich verheugen in de belangstelling van de media (voor zover deze media zich voor hen interesseren), besluit Pynchon volledig uit het publieke leven te verdwijnen. Nooit heeft hij een interview gegeven, en sinds 1963 zijn de enige tekens van leven zijn werk zelf, en daarnaast wat journalistiek werk, enige recensies van andermans werk, en flapteksten voor boeken. In dit ontwijkend gedrag heeft hij tot nu toe (2007) volhard, en daarom is weleens gespeculeerd dat hij identiek zou zijn met J.D. Salinger, een al even mediaschuw auteur. Die theorie heeft weinig bijval gekregen. (Het is enigszins ironisch dat Pynchon wel, tot tweemaal toe zelfs, in de televisieserie The Simpsons is opgevoerd, zij het dan met een papieren zak over zijn hoofd.)
De literatuurcriticus Arthur Salm heeft over Pynchons mediaschuwheid geschreven: "Hij kiest er gewoon voor om geen publiek figuur te zijn. Deze houding is dermate in strijd met de tijdgeest dat als Pynchon en Paris Hilton elkaar zouden ontmoeten — ik geef toe dat dat moeilijk is voor te stellen — de dan ontstaande materie/antimaterie-explosie alles zou doen verdampen van hier tot aan Tau Ceti IV."
Pynchon zelf heeft zijn standpunt toegelicht toen CNN hem in 1997 opspoorde. Op de vraag van een journalist (uniek voor iemand die nooit interviews geeft) antwoordde hij simpelweg: "Geen zin om met journalisten te praten. En nee is nee."
Thomas Pynchon is in 1990 gehuwd met zijn agente Melanie Jackson; zij is de kleindochter van Robert Jackson, de hoofdaanklager tijdens de processen van Neurenberg, en achterkleindochter van VS-president Theodore Roosevelt. De Pynchons hebben een zoon, Jackson, met wie hij een- of tweemaal (onduidelijk) is gefotografeerd, en wonen in Manhattan. 'Mason & Dixon' draagt Pynchon op aan Melanie en Jackson.

## Werk

### V.
V., Pynchon's debuut uit 1963, vertelt 2 parallelle verhalen: dat van The Whole Sick Crew, een bende nihilisten in de VS in 1956, en anderzijds de jacht van Britse spion Herbert Stencil (Engels voor 'sjabloon') doorheen de tijd op 'V', een wezen dat verschillende vormen aanneemt: Victoria Wren, het mythische land Vheissu, de Maltese stad Valletta, de Vesuvius, een heilige rat (sic), het Vaticaan, ...
Het is geen toeval dat die V zelf een duidelijk, taps toelopend, patroon laat zien: het boek eindigt met een gigantische plons in de Middellandse Zee in 1919 - wat opnieuw de V-vorm is. Evenmin is het toeval dat het zoekende personage Stencil heet: Engels voor "sjabloon".
Pynchon grijpt dikwijls terug naar minder bekende historische gebeurtenissen. Hier is dat onder andere de genocide op de Herero's in het Namibië van 1902, als voorafspiegeling van de Holocaust, een halve eeuw later. Voortdurend ook worden de woorden 'animate' en 'inanimate' gebruikt en gesloten systemen 'lekken' hun energie weg, een entropisch proces. Leden van The Whole Sick Crew worden pas bezield ('animate') op het ogenblik dat ze afscheid nemen van hun nihilisme.
V. werd bekroond met de William Faulkner prijs, de prijs voor het beste literaire debuut in de Verenigde Staten.
Het boek is niet vertaald in het Nederlands.

### De veiling van nr. 49 (The Crying of Lot 49)
Pynchons korte roman The Crying of Lot 49 (1966) is bij het publiek het bekendst geworden, en het boek komt op menige Amerikaanse leeslijst voor. Maar het mag dan kort zijn, dit verhaal van een zoektocht naar (alweer) patronen en oplossingen is complex geconstrueerd. Minderheidsgroepen en geheime genootschappen wisselen elkaar af, steeds nieuwe mysteries worden aangetroffen, symbolen dienen zich aan maar worden nooit geheel verduidelijkt, en het boek eindigt nog raadselachtiger dan het begon. Lot 49 is "kavel nummer 49" op een veiling, en de Crying is het "afroepen" van dit kavel op het moment dat het zal worden geveild.
Opnieuw vinden we klassieke thema's in Pynchon's werk terug: entropie en paranoia. Hoofdpersonage Oedipa Maas slaagt er uiteindelijk niet meer in om waarheid van fictie te onderscheiden.
Zelf schrijft Pynchon in het voorwoord van zijn Slow Learner (zie hieronder) dat The Crying of Lot 49 dan wel als roman op de markt werd gebracht, maar helemaal geen roman is: hij beschouwt het als een kort verhaal.

### De regenboog van de zwaartekracht (Gravity's Rainbow)
Pynchons belangrijkste werk is Gravity's Rainbow (1973, vertaald als Regenboog van Zwaartekracht). In dit werk komen zo'n 400 personages voor, en het vormt niet één enkel verhaal, maar een samenstel van subplots. Wel is er structuur in te onderkennen, en de thematiek laat zien hoe Pynchon, zoals vaak in zijn schrijfcarrière, wordt geboeid door de techniek en de invloed die die techniek op individuen uitoefent. Dit komt zelfs in de titel tot uitdrukking: de vorm van een regenboog symboliseert de baan die een weggeworpen voorwerp beschrijft onder invloed van de zwaartekracht.
Het boek speelt zich grotendeels af in 'The Zone', het Duitsland van vlak na Wereldoorlog 2, tussen 18 september 1944 en 14 september 1945; een van de vele thema's is de wij/zij tegenstelling: het nagenoeg nutteloze gevecht van hulpeloze karakters tegen 'het Systeem'. Tegelijkertijd zijn er referenties naar de VS-politiek (b.v. Richard Nixon als
Richard M. Zhlubb), en komen er de meest bizarre personages in voor, waaronder Byron, een gloeilamp, of een geconditioneerde inktvis. 'The Zone' kan grotendeels bekeken worden als een ander Amerika en een verlangen naar 'its roads not taken'. Personages dragen cartooneske namen zoals Geli Tripping, een heks, Dr. Pointsman, een Pavloviaan of de statisticus Roger Mexico. Indien er een hoofdpersonage is aan te duiden, dan is dat de geconditioneerde Tyrone Slothrop, die uiteindelijk opgaat in het landschap van 'The Zone' en uit het boek verdwijnt. Tenzij de echte hoofdpersoon de V-2 is.
Gravity's Rainbow werd in 1974 bekroond met de belangrijkste literaire prijs in de VS, de National Book Award. De prijs werd opgehaald door een clown. Voor de William Dean Howells Medal, een vijfjaarlijkse prijs voor het belangrijkste Amerikaanse fictiewerk, bedankte hij met een briefje waarin stond dat er maar een manier is om "nee" te zeggen, en dat is "nee". Ook werd hem een Pulitzerprijs toegekend, maar de beslissing van de jury werd tenietgedaan door het bestuur dat over deze prijs gaat, met als motivatie onder meer dat het boek obsceen zou zijn.
De roman is opgedragen aan jeugdvriend Richard Fariña, die omkwam bij een motorongeval in 1966. In het Nederlands vertaald door Peter Bergsma vond het nauwelijks kopers.

### Een lange stilte
Voor de publicatie van The Crying of Lot 49 in 1966 had Pynchon al een brief geschreven naar zijn toenmalige agente Candida Donadio (hun zakelijke relatie verbrak Pynchon in 1982), waarin hij stelde dat hij werkte aan 5 romans, die, wanneer ze geschreven worden zoals ik ze in mijn hoofd heb, de literaire wereld op zijn kop zullen zetten. Maar na 1973 leek Pynchons creatieve ader te zijn opgedroogd. Geruchten deden de ronde dat hij werkte aan een SF-roman over Mothra's, en één over de Mason-Dixon-lijn. Maar het bleef stil, op de publicatie van 'Een trage leerling' na (in 1984), waarin zijn jeugdverhalen gebundeld zijn.
Wel is nog gespeculeerd dat The Letters of Wanda Tinasky van zijn hand zou zijn. Deze zeer humoristische, satirische brieven van een verondersteld 84-jarig zwerversvrouwtje in Californië werden pas in 1996 gebundeld, maar verschenen in kranten halverwege de jaren tachtig. Er zijn ook andere bekende schrijvers genoemd die achter dit masker schuil zouden gaan, en Pynchon's agent heeft iedere bemoeienis ermee ontkend. Uiteindelijk bleek dat de auteur niet Pynchon was.

### Vineland
Zeventien jaar na Gravity's Rainbow kwam opeens, en tot ieders verrassing, een nieuwe roman uit. Vineland (1990) is het verhaal van overjarige hippies in Noord-Californië. Het boek is een bittere satire op het Reagantijdperk en tegelijk een omzien naar een decennium waar veel gekund had, maar weinig uiteindelijk gerealiseerd. Het beschrijft een Amerika waar de werkelijkheid vervangen is door de alomtegenwoordige televisie (the Tube).
Vineland is opgedragen aan zijn ouders.

### Mason & Dixon
Geschreven in een soort 18de-eeuws Engels vertelt Mason & Dixon het ontroerende verhaal van de vriendschap tussen de astronoom en de landmeter vanuit het standpunt van Reverend Wicks Cherrycoke, hun fictieve metgezel gedurende vele jaren. Deze Cherrycoke, een halve oplichter met mystieke trekken vertelt het verhaal aan zijn neefjes en nichtje, die -net als hun ouders, ooms en tantes- de hele tijd commentaar leveren. Deze roman over de oorsprong van Amerika laat een land zien dat nog alle kanten kan uitgaan. Bekende historische personages duiken op zoals George Washington en Benjamin Franklin, en minder bekende zoals de Britse astronoom Maskelyne of de Franse kok de Vaucanson, terwijl fantastische elementen opduiken en weer verdwijnen: een mechanische sprekende eend, 'The English Learn'd Dog' en vele andere.
Toch is hier ook cultuurpessimisme zichtbaar: de hoofdstukken die zich afspelen in Zuid-Afrika gaan over het rauwe kolonialisme en onderdrukking; de corrumperende macht in Britse astronomische kringen, de beschrijving van de Amerikaanse slavenhandel, ...
Het boek werd (althans voor literair werk) een gigantische bestseller. Het verscheen op 28 april 1997 en werd zeer gunstig onthaald. Na 'Vineland' was het, vergeleken met Gravity's Rainbow, opnieuw een redelijk makkelijk leesbaar boek.

### Against the Day
21 november 2006 was een hoogdag voor liefhebbers van Pynchon's werk: een nieuwe roman van meer dan 1.000 bladzijden. Against the Day speelt zich af in een periode tussen de Wereldtentoonstelling van 1893 in Chicago en het einde van Wereldoorlog Een. We volgen de familie Traverse (vader Webb, een anarchist die vermoord wordt door de gevestigde machten, en zijn kinderen door de Nieuwe, maar vooral de Oude Wereld).
De eerste recensies in de Amerikaanse pers waren niet erg positief. Ondertussen heeft ook de academische wereld zich op dit boek geworpen, met als resultaat een eerste conferentie aan de universiteit van Tours (Frankrijk) op 9 juni 2007, en een International Pynchon Week in München (10-14 juni 2008).

### Inherent Vice
Op 4 augustus 2009 werd Inherent Vice gepubliceerd, een voor Pynchon erg atypische roman, die in de eerste recensies vergeleken werd met werk van Elmore Leonard of Raymond Chandler. Het verhaal is rechtlijnig, zeker in vergelijking met eerder werk. Het boek is vertaald in het Nederlands als 'Eigen Gebrek' door Auke Leistra, en verfilmd in 2014 door Paul Thomas Anderson. 

## Gepubliceerd werk

### Korte verhalen
- "The Small Rain", 1959
- "Mortality And Mercy In Vienna", 1959
- "Low-Lands", 1960
- "Entropy", 1960
- "Under The Rose", 1961
- "The Secret Integration", 1964

Deze verhalen, behalve het tweede, zijn verzameld in Slow Learner: Early Stories (1984) met een voorwoord door Pynchon zelf. Hij is daarin nogal negatief over dit vroege werk, dat bij herlezing, schrijft hij, aanvankelijk "lichamelijke symptomen die maar beter ongenoemd kunnen blijven" in hem opriep.

### Romans
- V., 1963
- The Crying of Lot 49, 1966
- Gravity's Rainbow, 1973 - vertaald als Regenboog van zwaartekracht, 1992
- Vineland, 1990 - vertaald als Vineland, 1991
- Mason & Dixon, 1997
- Against The Day, 2006
- Inherent Vice, 2009 - vertaald als Eigen gebrek, 2010
- Bleeding Edge, 2013